# Puente Sutong
El puente Sutong (en chino, '苏通大桥') es un puente atirantado que cruza el río Yangtze entre las localidades de Nantong y Changshu, una ciudad satélite de Suzhou, en la provincia de Jiangsu, China. Con un vano principal de 1088 metros, fue en el momento de su inauguración el puente atirantado con el vano más largo del mundo. Los vanos laterales tienen una longitud de 300 m cada uno y además hay 4 puentes colgantes de un tamaño menor.
Las torres del puente tienen una altura de 306 metros, lo que le hacen el segundo puente más alto del mundo. La longitud total del puente es de 8206 metros. La construcción comenzó en 2007. Aunque la obra no estaba definitivamente concluida se abrieron secciones al tráfico en mayo de 2008 y de forma oficial el 30 de junio de 2008. Se estima que el coste de la construcción fue de unos 1700 millones de dólares estadounidenses.
El puente completa la conexión entre Shanghái y Nantong, anteriormente una conexión en ferry, que duraba 4 horas y que ahora dura aprox. una hora. 
De esta forma ayudará a Nantong a convertirse en una parte importante de la zona económica del delta del río Yangtze. El puente juega también un papel primordial para fomentar el desarrollo de regiones más desfavorecidas de China.

## Galería de imágenes

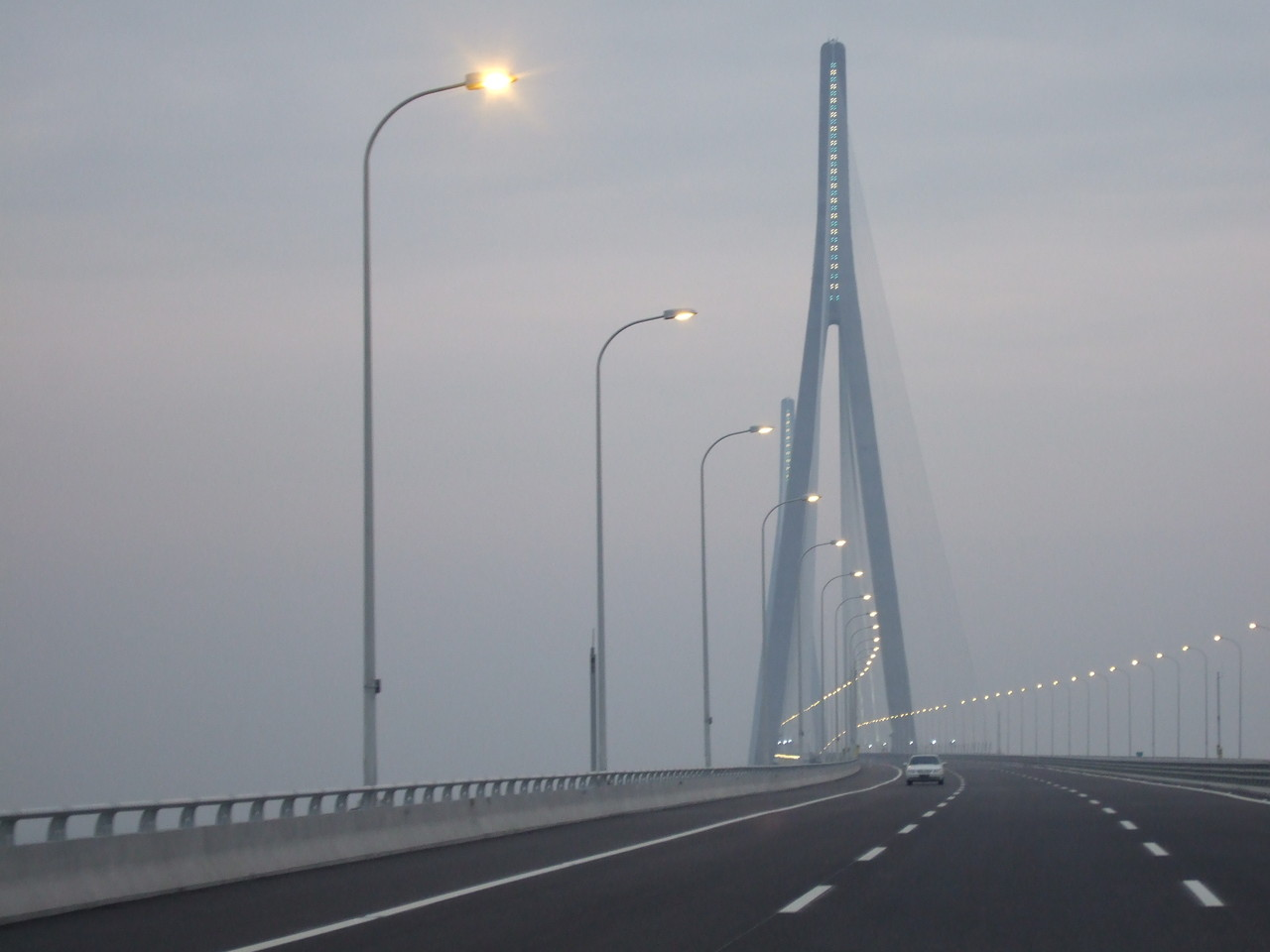
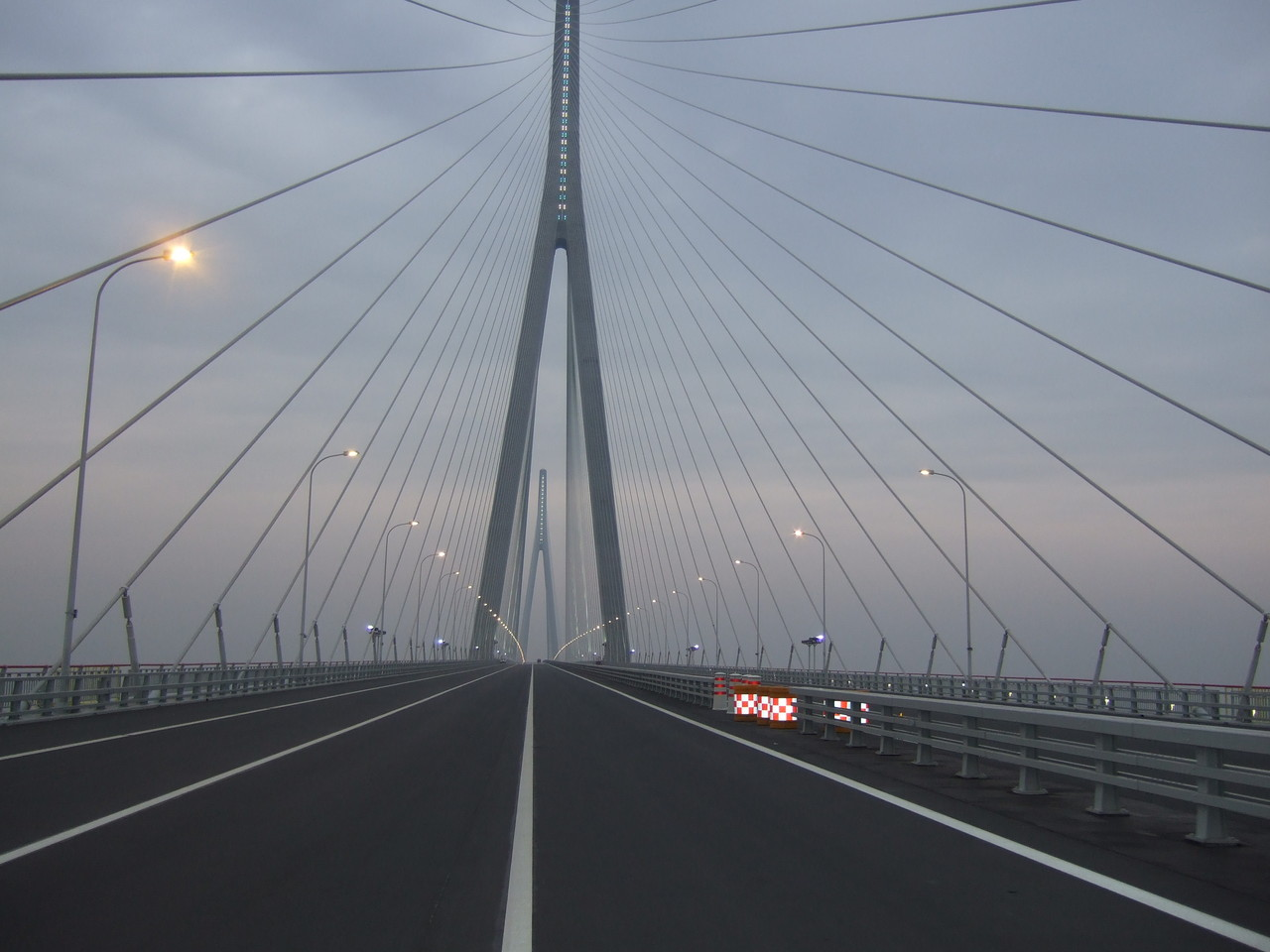

| Predecesor: Gran Puente de Tatara (Mar Interior de Seto) | Puente atirantado más largo del mundo 2008-2012 | Sucesor: Puente de la isla Russki (Vladivostok) |